# Ан Гим Е
У цьому корейському імені прізвище (Ан) стоїть перед особовим ім'ям.
Ан Гим Е  (кор. 안금애, 安琴愛, An Geum-ae, 3 червня 1980) — північнокорейська дзюдоїстка, олімпійська медалістка.

## Виступи на Олімпіадах
| Олімпіада   | Дисципліна           | Місце |
| ----------- | -------------------- | ----- |
| Пекін 2008  | напівлегка категорія | 2     |
| Лондон 2012 | напівлегка категорія | 1     |